# Сент-Клер Эрскин, Роберт, 4-й граф Росслин
Роберт Фрэнсис Сент-Клер-Эрскин, 4-й граф Росслин (англ. Robert Francis St Clair-Erskine, 4th Earl of Rosslyn; 2 марта 1833 — 6 сентября 1890) — британский дворянин и консервативный политик. Он носил титул учтивости — лорд Лафборо с 1851 по 1866 год.

## Биография

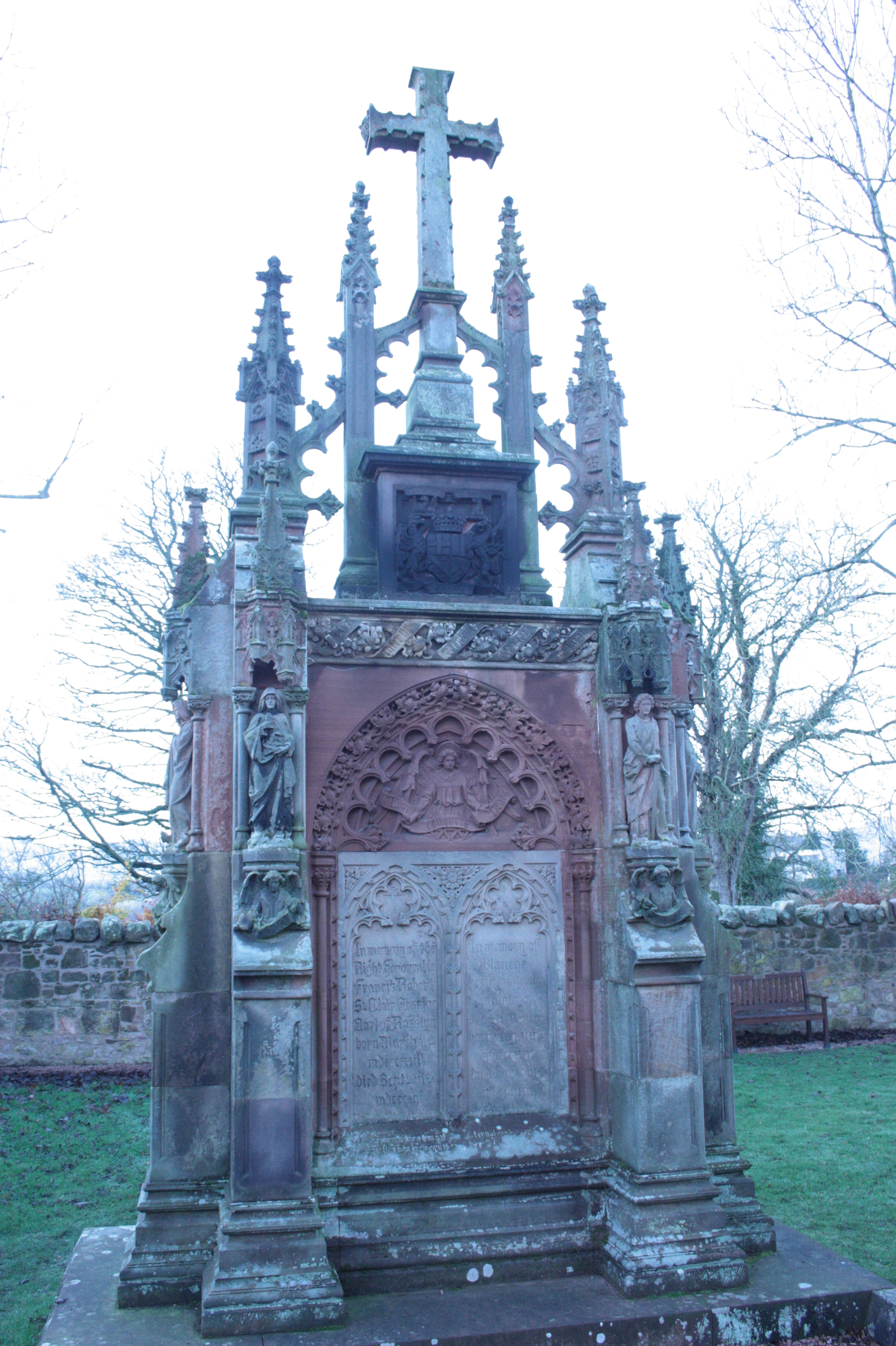
Могила Роберта Фрэнсиса Сент-Клера-Эрскина возле часовни Росслин, Мидлотиан

Родился 2 марта 1833 года. Второй сын Джеймса Сент-Клера-Эрскина, 3-го графа Росслина (1802—1866), и Фрэнсис (урожденной Уэмисс) (1794—1858).
16 июня 1866 года после смерти своего отца он унаследовал титулы 4-го графа Росслина, 4-го барона Лафборо из Лафборо, графство Суррей, и 8-го баронета Эрскина из Алвы.
Он получил образование в Итонском колледже (Виндзор, графство Беркшир) и в Мертон-колледже Оксфордского университета (Оксфорд, Оксфордшир).
В правительстве лорда Солсбери он занимал должность капитана Почетного корпуса джентльменов с 1886 по 1890 год.
Второстепенный поэт и опубликовал «Сонеты» в 1883 году, «Юбилейную лирику» в 1887 году (посвящён королеве Виктории) и «Сонеты и стихи» в 1889 году.

## Масонство
Лорд Росслин вступил к Ложу Освальд Данникир вместе с Джеймсом Таунсендом Освальдом 8 апреля 1867 года. Лорд Росслин был Великим Мастером Великой ложи Шотландии в 1870—1873 годах. Лорд Росслин был Великим мастером современного Великого масонского Приората Шотландии с 1884 по 1890 год.

## Личная жизнь
8 ноября 1866 года лорд Росслин женился на Бланш Аделизе Фицрой (1839 — 8 декабря 1933), дочери Генри Фицроя и Джейн Элизабет Боклерк, правнучке Огастеса Фицроя, 3-го герцога Графтона (1735—1811), и вдове полковника достопочтенного Чарльза Генри Мейнарда (1814—1865). У них было пятеро детей:
- Леди Миллисент Фанни Сен-Клер-Эрскин (20 октября 1867 — 20 августа 1955), в 1884 году она вышла замуж за Кромарти Сазерленда-Левесона-Гоуэра, 4-го герцога Сазерленда.
- Джеймс Фрэнсис Гарри Сент-Клер-Эрскин, 5-й граф Росслин (16 марта 1869 — 10 августа 1939), старший сын и преемник отца, женатый трижды.
- Достопочтенный Александр Фицрой Сент-Клер-Эрскин (22 апреля 1870 — 25 февраля 1914), который в 1905 году женился на Уинифред Бейкер, дочери Генри Уильяма Бейкера из Калифорнии[5][6].
- Леди Сибил Мэри Сент-Клер-Эрскин (20 августа 1871 — 21 июля 1910), в 1892 году вышла замуж за Энтони Фейна, 13-го графа Уэстморленда.
- Леди Анджела Селина Бьянка Сент-Клер-Эрскин (11 июня 1876 — 22 октября 1950), в 1896 году вышла замуж за подполковника Джеймса Стюарта Форбса из Аслоуна, Абердиншир.

Лорд Росслин умер в Дайсарте, Файф, 6 сентября 1890 года в возрасте 57 лет. Он был похоронен 11 сентября, к западу от часовни Росслин, которая традиционно имеет очень сильные масонские связи. Позже вместе с ним была похоронена его жена Бланш.
Графиня Росслин пережила своего мужа более чем на 40 лет и умерла на Йорк-Террас в Риджентс-парке в Лондоне в декабре 1933 года. Она знала лично многих самых известных людей викторианской эпохи, в том числе Бенджамина Дизраэли и Уильяма Гладстона.